# Von Hermansson
von Hermansson var en svensk adelsätt, varav en gren upphöjdes till friherrlig och grevlig rang.

## Historik
Anreps ättartavlor uppger att ättens äldste stamfader var en bonde Pehr Hansson i Östergötland, vilken skulle ha varit far till borgaren och rådmannen i Vadstena, Herman Persson (död 1676), som var gift med Christina Ignaea Wadsteniensis, dotter till en rådman Thes Larsson i samma stad. Denne Herman Persson anses av modern forskning för ättens äldste kände stamfader.
En av hans söner var Herman Hermansson som blev borgare i Stockholm, sedan taffeltäckare hos drottning Kristina och munskänk hos Karl X Gustav. Han var gift tre gånger och fick flera barn. En son i andra äktenskapet, med Christina Hansdotter från Stockholm, var Johan Hermansson, som först kallade sig Bijbärg. Han blev sedermera professor skytteanus.
Johan Hermanssons hustru var Margareta Steuch, dotter till ärkebiskop Mattias Steuchius och Anna Tersera och tillhörande Bureätten. Deras barn adlades 1744 med namnet von Hermansson och sönerna introducerades på nummer 1 869 för faderns förtjänster. Döttrarna gifte sig Rosén von Rosenstein, med biskop Jacob Serenius, biskop Olof Kjörning (vars barn adlades von Kiörning), och Eberhard Rosén (Rosenblad). Yngste sonen Jöns von Hermansson var överstelöjtnant och gift Appelbom med vilken han fick två döttrar som gifte sig i släkterna Rappe och af Sillén. En äldre bror till honom, Johan von Hermansson, var verksam inom fortifikationen i svensk, fransk och österrikisk tjänst, gift Gyllenkrook med vilken han fick ett barn som avled ogift.
Johan Hermanssons och Margareta Steuchs äldste son, Matthias von Hermansson, upphöjdes 1762 till friherrlig rang varmed den adliga ätten sedermera skulle utgå, eftersom ätten endast fortlevde på svärdssidan med honom. I den egenskapen introducerades ätten på nummer 256. År 1771 upphöjdes han emellertid till greve, varmed även den friherrliga grenen blev utgången. Såsom greve introducerades von Hermansson på nummer 90. Mattias von Hermansson var först gift med Maria Elisabeth von Bahr vars mor var en Gripenstedt. År 1770 gifte han om sig med friherrinnan Cedercreutz, men fick inga barn i det äktenskapet. Ätten fortlevde med endast en son, majoren Carl Henrik von Hermansson vid Smålands kavalleri som till hustru hade en Reutercrona vars mor var en Ulfsparre af Broxvik. Deras enda dotter gifte sig Scheffer och är stammoder till den ännu fortlevande ätten nr 1 975.
Ätten von Hermansson fortlevde på svärdssidan med två söner, löjtnanten Gustaf Adolf von Hermansson och brukspatronen Carl Johan von Hermansson. 1906 slocknade ätten på svärdssidan med den senares son, Carl Fredrik von Hermansson, som var gift med Adèle Michaelson och med henne fick fyra döttrar, gifta med John Sjöqvist, Nordenfelt, greve af Ugglas och de la Gardie.

## Personer i ätten
- Johan Hermansson (1679–1737), professor skytteanus
- Johan von Hermansson (1726–1793), fortifikationsofficer
- Matthias von Hermansson (1716–1789), greve, riksråd, medlem av Svenska Akademien